# 410475 Robertschulz
410475 Robertschulz è un asteroide della fascia principale. Scoperto nel 2008, presenta un'orbita caratterizzata da un semiasse maggiore pari a 2,6808557 UA e da un'eccentricità di 0,0801013, inclinata di 4,05437° rispetto all'eclittica.